# Ширли Чизом
Ширли Анита Чизом (енгл. Shirley Anita Chisholm; Њујорк, 30. новембар 1924 — Ормонд Бич, 1. јануар 2005), девојачко Сент Хил (енгл. St. Hill), била је америчка политичарка, просветна радница и писац. Године 1968. постала је прва тамнопута жена изабрана за Конгрес Сједињених Америчких Држава, и представљала је дванаести конгресни округ Њујорка у седам мандата од 1969. до 1983. На председничким изборима у САД 1972, постала је први тамнопути кандидат за номинацију главне странке за председника Сједињених Америчких Држава и прва жена која се кандидовала за председника Демократске странке, као и прва жена која је учествовала у председничкој дебати Сједињених Америчких Држава.
Једна од њених првих активности у скупштини била је супротстављање државном тесту описмењавања који захтева енглески језик. Сматрала је да сви боље функционишу на свом матерњем језику и да ако неко не зна енглески језик, то није знак да је особа неписмена. Финансирала је увођење програма Тражење образовања, уздизања и знања, који је студентима са оштећењем пружио шансу да упишу факултет.
Године 1993. Бил Клинтон ју је именовао за амбасадора Сједињених Америчких Држава на Јамајци, али није могла да ради због здравствених проблема. Исте године, примљена је у Националну кућу славних жена. Умрла је 1. јануара 2005. године у Ормонд Бичу, у близини Дејтона Бича, након што је претрпела неколико можданих удара.

## Детињство, младост и образовање
Ширли Чизом рођена је 30. новембра 1924. године у Бруклину, у Њујорку. Родитељи су јој били имигранти из карипске регије. Имала је три млађе сестре, две су биле три године млађе од ње, а трећа четири године. Њихов отац Чарлс Кристофер Сент Хил рођен је у Британској Гвајани, једно време је живео на Барбадосу, а потом је 10. априла 1923. отишао у Сједињене Америчке Државе преко Кубе. Њихова мајка Руби Сил рођена је у Крајст Черчу, Барбадосу, а отишла је у Њујорк бродом, 8. марта 1921.
Отац јој је радио у фабрици торби и у пекари, као помоћник, а мајка јој је била кројачица и домаћица која је имала проблема да истовремено и ради и одгаја децу. Као последица тога, у новембру 1929, када је Ширли Чизом напунила пет година, она и њене две сестре послате су у Барбадос да живе на фарми са баком Еманлијом Сил. Тамо је похађала школу коју је схватила веома озбиљно. Вратила се у Сједињене Америчке Државе 19. маја 1934. године. У својој аутобиографији Неограничена и неупућена 1970. године написала је:
„Годинама касније схватила сам какав важан поклон су ми родитељи дали обезбеђујући ми да имам образовање старе, традиционалне школе британског стила Барбадоса. Разлог што сада овако лако говорим и пишем је то образовање које сам стекла”.
Иако је рођена у Сједињеним Америчким Државама, Ширли Чизом је себе увек сматрала Американком барбадоских корена. За своју баку је изјавила да јој је давала снагу, достојанство и љубав и сматрала ју је особом од које је много научила.
Ширли Чизом је 1939. године уписала женску средњу школу у Бруклину. Дипломирала је 1946. на Универзитету у Бруклину, где је освојила награде за своје дебатне вештине. Током студирања била је члан друштва Харијет Табман. Залагала се за интеграцију тамнопутих војника, током Другог светског рата, организовањем курсева који су се фокусирали на историју Афроамериканаца и на укључивање жена у студентску владу. Међутим, ово јој није било прво залагање у активизму и политици. Одрастајући, Чизом је била окружена политиком, јер је њен отац био заговорник Маркуса Гарвија и права чланова синдиката. Није јој био чудан начин на који се њена заједница залагала за своја права, у току радничких и антиколонијалних покрета Барбадоса којим је присуствовала.
Ширли Чизом се упознала са Конрадом О. Чизомом крајем 1940-их. Преселио се у САД са Јамајке 1946, а касније је постао приватни истраживач. Венчали су се 1949. године, организујући велику свадбу у западноиндијском стилу.
Ширли је радила у забавишту док се усавршавала. Завршила је мастер студије на Учитељском факултету, на Универзитету Колумбија, 1952. године.

## Каријера просветног радника
Од 1953. до 1959. године радила је као директорка вртића Дан пријатеља, у Браунсвилу, и Центра за бригу о деци у Доњем Менхетну. Од 1959. до 1964. године била је васпитни саветник Одељења за дневну негу. Постала је позната као стручњак за образовање и социјалну помоћ деци.
Управљањем Центра за бригу о деци занимала се за локалну политику. Просветним радом поставила је темеље своје политичке каријере, волонтирала је у политичким партијама, попут Демократске странке и странке женских гласача. Примила је награду за братство. Представљала је странку Националне асоцијације жена на факултетима. У оквиру политичких странака, којим се придружила, Ширли је желела да направи смислене промене у структури и саставу организација, конкретно у Демократској странци у Бруклину, што је довело до већег запослења.

## Државни законодавац
Ширли је била демократски посланик у скупштини државе Њујорк од 1965. до 1968. године у седишту 175, 176. и 177. законодавства Њујорка. До маја 1965. награђена је за Поздрав женама које раде, у Њујорку. Једна од њених првих активности у скупштини била је супротстављање државном тесту описмењавања који захтева енглески језик. Сматрала је да сви боље функционишу на свом матерњем језику и да ако неко не зна енглески језик то није знак да је особа неписмена. До почетка 1966. била је лидер у притискању државног савета изабраних тамнопутих демократа за заступљеност тамнопутих у кључним одборима у скупштини.
Њени успеси у законодавној власти укључују добијање накнада за незапослене и домаће раднике. Финансирала је увођење програма Тражење образовања, уздизања и знања који је студентима са оштећењем пружио шансу да упишу факултет.
У августу 1968, Њујорк ју је изабрао за демократски национални комитет.

## Конгрес

### Први избори
Године 1968. кандидовала се за представнички дом Сједињених Америчких Држава из 12. конгресног округа Њујорка. Адам Клејтон Пауел, постао је 1945. први тамнопути члан конгреса Њујорка. Чизом је најавила своју кандидатуру око јануара 1968. и убрзо је добила организациону подршку. Победила је 18. јуна 1968. На општим изборима постигла је убедљиву победу. Тако је постала прва тамнопута и једина чланица конгреса те године.

### Почеци у Конгресу
Додељена јој је функција у одбору за пољопривреду. Сматрала је да то није битно за њене бираче. Поверила се Ребе Менахему и навела да је узнемирена и увређена својим задатком. Он јој је предложио да вишак хране користи за помоћ сиромашнима и гладнима. Ширли се након тога срела са Бобом Долом са којим је радила на програму помоћи за додатну исхрану. Касније је имала кључну улогу у прављењу специјалног додатног програма исхране за жене, новорођенчади и децу. Ширли је тада премештена у одбор за ветеранска питања. Убрзо након тога, гласала је за Хејла Богса. Како би јој се одужио за подршку, препоручио ју је одбору за образовање и рад, који је био њен пожељни одбор.
Ширли је запослила само жене од којих је половина била тамнопута. Признала је да се суочила са много више дискриминације током своје каријере у Њујорку. Сматрала је да је то више било зато што је жена, а не због расе.
Ширли се придружила конгресном тамнопутом клубу 1971. године као један од његових оснивача. Исте године је била и оснивач националног женског политичког канука.
У мају 1971, заједно са колегиницом из Њујоршког конгреса Белом Абзуг увела је нацрт закона за обезбеђивање десет милијарди америчких савезних средстава за услуге бриге о деци до 1975. Јефтинију верзију Волтера Мондејла, на крају, су усвојили парламент и сенат као свеобухватни предлог за развој детета, али је вето ставио председник Ричард Никсон у децембру 1971, који је рекао да је то прескупо и да ће тако спречити оснивање породице.

### Деловање током мандата
Од 1977. до 1981. постала је чланица секретара Дома демократског посланика. Током тог мандата радила је на побољшању материјалних могућности становника. Била је велики противник нацрта и подржавала је повећање трошкова за образовање, здравствену заштиту и друге социјалне услуге, као и смањење војног буџета.
У области националне безбедности и спољашње политике, Ширли је радила на укидању закона о унутрашњој безбедности 1950. године. Она се супротставила америчком учешћу у Вијетнамском рату и ширењу развоја оружја. За време државне управе Џимија Картера, залагала се за боље поступање према хаитским избеглицама.
Након што се развела од Конрада Чизома, у фебруару 1977, убрзо се удала за Артура Хардвика, бившег посланика скупштине државе Њујорка. Није имала деце.
Након што је Хардвик повређен у саобраћајној несрећи, желећи да се брине о њему, као и због незадовољства током либералне политике Роналда Регана, најавила је повлачење из конгреса 1982. Хардик је умро 1986.

## Председничка кампања 1972
Ширли је почела да припрема своју кандидатуру у јулу 1971, а званично ју је најавила 25. јануара 1972, у баптистичкој цркви, у Бруклину. Тамо је народ позвала на безболну револуцију на предстојећој конвенцији о номинацији демократа. Ширли је постала први тамнопути кандидат за председничке изборе у Сједињеним Америчким Државама, 1972. године. У председничкој кампањи описује се као представник народа: „Нисам кандидат тамнопутих Американаца, иако сам тамнопута и поносна сам на то. Нисам кандидат женског покрета ове земље, иако сам жена и подједнако сам поносна на то. Кандидат сам народа и моје присуство симболизује нову еру у америчкој политичкој историји”.
На кампању је потрошила укупно 300.000 долара. Трудила се да буде схваћена као озбиљан кандидат, а не као симболичка политичка личност; велики део демократских политичких установа био је игнорисан и добила је малу подршку својих тамнопутих мушких колега. Касније је изјавила: „Када сам се кандидовала за конгрес, када сам се кандидовала за председника, сусрела сам се са више дискриминације јер сам жена, него што сам тамнопута. Мушкарци су мушкарци”. Изразила је фрустрацију и рекла је да мисли да покушавају да јој одузму власт. Њен супруг је, међутим, у потпуности подржавао њену кандидатуру. Током кампање, три пута су јој претили тако да је њена безбедност доведена у питање; Конрад Чизом је био њен телохранитељ док јој тајна служба САД-а није доделила заштиту у мају 1972.
Када се завршило гласање имала је 3,5 посто гласова и завршила је на седмом месту. Највећи број гласова добила је 6. јуна у Калифорнији, са укупно 157.435 гласова, што чини 4,4 процента и четврто место. Најбољи проценат гласова имала је 6. маја, у Северној Каролини, где је освојила 7,5 процената и пласман на треће место. Свеукупно, освојила је 28 делегата од самог почетка. Ширлини гласачи су били припадници различитих етничких група. Бети Фридан и Глорија Стајнем покушале су да је представљају у Њујорку. Укупно је добила 430.703 гласова, што је 2,7 процената од укупно скоро 16 милиона гласова и заузела је седмо место међу кандидатима.
На демократској националној конвенцији 1972. године у Мајами Бичу, на Флориди, Хјуберт Хамфри се трудио да заустави номинацију Џорџа Макгаверна. Након што то није успело, отпустио је све тамнопуте делегате, заједно са Ширли. Сада је имала укупно 152 гласа, са гласачима који су се први пут одазвали гласању, 12. јула. Највећу подршку добила је у Охају, са 23 делегата (нешто више од половине чинили су светлопути гласачи), иако није била међу понуђенима на гласачком листићу 2. маја. Тада је била на четвртом месту, иза Макгаверна.
Током кампање, немачки режисер Питер Лилијентал снимио је документарни филм Ширли Чизом за председника (енгл. Shirley Chisholm for President) за други немачки канал.

## Наредне године и смрт
Након што је напустила конгрес, Ширли се настанила у предграђу Вилијамсвила. Она је наставила своју каријеру у образовању, на факултету. Није била члан ниједног одређеног одељења, али је могла да предаје часове у различитим областима; они који су претходно били на тој функцији су Вистан Хју Оден и Бертранд Расел.
На факултету је предавала политику и социологију од 1983. до 1987. Усредсредила се на постдипломске курсеве који су покривали политику жена и раса. Декан факултета Џозеф Елис касније је рекао да је Ширли допринела развоју факултета. Године 1985. била је гостујући стипендиста на Универзитету Спелман.
Током тих година, наставила је да говори на универзитетима, обилазећи преко 150 студентских градова. Рекла је студентима да избегавају поларизацију и нетолеранцију: „Ако не прихватате друге који су другачији, то не значи да сте научили рачунање”. Настављајући да се политички ангажује, путовала је и посећивала различите мањинске групе и позивајући их да постану снажна сила на локалном нивоу. Током 1984. и 1988. године, учествовала је у кампањи за Џесијем Џексоном на председничким изборима. Године 1990. Ширли је заједно са још петнаест тамнопутих жена и мушкараца основала Афроамеричке жене за репродуктивну слободу.
Повукла се на Флориду 1991. Године 1993. Бил Клинтон ју је именовао за амбасадора Сједињених Америчких Држава на Јамајци, али није могла да ради због здравствених проблема. Исте године, примљена је у Националну кућу славних жена.
Умрла је 1. јануара 2005. године у Ормонд Бичу, у близини Дејтона Бича, након што је претрпела неколико можданих удара. Сахрањена је у маузолеју.

## Наслеђе
Током 1984. године, током председничке кампање Џералдине Фераре, основан је Национални политички куп тамнопутих жена. Афроамериканке из разних политичких организација сазвале су се како би утврдиле политички план наглашавајући потребе жена афричког порекла. Ширли је изабрана за првог председавајућег.
У фебруару 2005. документарни филм Shirley Chisholm '72: Unbought and Unbossed приказан је на америчкој телевизији. То је филм који је пуштен на Ширлиној председничкој кандидатури 1972. Режирала га је Шола Линч. Филм је приказан на филмском фестивалу Санденс 2004. године. Добитник је награде Пибоди, 9. априла 2006.
Године 2014. објављена је прва биографија о Ширли, под називом Ширли Чизом: Катализатор за промену (енгл. Shirley Chisholm: Catalyst for Change). Аутор је Барбара Винслоу, која је уједно била оснивач и први директор пројекта Ширли Чизом. До тада се појавило само неколико дечјих биографија.
Говор Ширли За амандман о једнаким правима из 1970. године наведен је као број 91 у Топ 100 говорима америчке реторике 20. века (наведен по рангу).

### Споменици
Пројект Ширли Чизом о женском активизму у Бруклину (раније познат као Центар за истраживање Ширли Чизом) постоји на Универзитету Бруклин ради промоције истраживачких пројеката и програма о женама и очувања Ширлиног наслеђа. Пројекат се такође чува у архиви као део Ширлинских радова у посебној колекцији универзитетске библиотеке.
У јануару 2018. године гувернер Ендру Куомо објавио је своју намеру да отвори парк Ширли Чизом, са 407 хектара државног парка, дуж 3,5 километара обале Јамајке. Државни парк био је посвећен Ширли у септембру, исте године. Отворен за јавност 2. јула 2019.
Меморијални споменик посвећен Ширли постављен је на улазу у парк у Бруклину. Дизајнирала га је уметница Аманда Вилијамс.

### Политика
Ширлино наслеђе добило је на значају током предизбора за председника САД у Демократској странци 2008. године, када су Барак Обама и Хилари Клинтон приредили своју историјску „прву” битку — где ће победник бити или први Афроамериканац или прва жена — због чега је најмање један гласач критиковао Ширлину кампању 1972.
Ширли је имала велики утицај на остале тамнопуте жене у политици, међу којима је и калифорнијска политичарка Барбара Ли, која је у интервјуу 2017. признала да је Ширли имала велики утицај на њену каријеру.
Камала Харис препознала је Ширлину председничку кампању користећи сличну шему боја и типографију у промотивним материјалима и логотипу властите председничке кампање 2020. године. Тај црвено-жути дизајн могао се видети у видеу који најављује Харисово кандидовање за председника. Она је покренула своју председничку кампању четрдесет седам година након Ширлинове.

### У популарној култури
Серија Госпођа Америка прати причу о покрету за ратификацију амандмана о једнаким правима мушкараца и жена у Сједињеним Америчким Државама '70-их година 20. века. У њој се говори о активисткињи Филис Шафли и бројним феминисткињама као што су Глорија Стајнем, Бети Фридан, Ширли Чизом и Бела Савитски Абзуг. У трећој епизоди, Узо Адуба приказала је Ширли Чизом као прву тамнопуту жену Конгреса која се кандидовала за председника 1972. године.

## Признања и награде
- Године 1974, на Академском факултету, за почасног доктора права и предавача.[75]
- Године 1975, на колеџу Смит, награда почасног доктора права.[76]
- Године 1996, на Универзитету Стетсон у Деланду, на Флориди, почасни доктор права.[77]

## Дела
Написала је две аутобиографске књиге:
- Chisholm, Shirley (1970). Unbought and Unbossed. Houghton Mifflin. ISBN 978-0-395-10932-8.
  - Chisholm, Shirley (2010).  Scott Simpson, ур. Unbought and Unbossed: Expanded 40th Anniversary Edition. Take Root Media. ISBN 978-0-9800590-2-1. Also available via the editor Scott Simpson's site.
- Chisholm, Shirley (1973). The Good Fight. Harper Collins. ISBN 978-0-06-010764-2.